# ゆめこい 〜夢見る魔法少女と恋の呪文〜
『ゆめこい 〜夢見る魔法少女と恋の呪文〜』は2013年5月31日にParasolより発売された18禁恋愛アドベンチャーゲームである。

## ストーリー
（出典：）
主人公・七森彰は妹の七森胡桃と仲良く暮らしていた。しかし彼らの平凡な生活は、胡桃に似た雰囲気の女の子・姫乃実みるくとの出会いによって壊れてしまう。みるくは、魔法が存在するパラレルワールドからやって来た彰の妹だった。半信半疑の彰の前でみるくは魔法を使い、彼女が魔法少女であることを彰に納得させる。
驚く彰に、みるくが彰と胡桃がいる世界に来た理由を話す。みるくがいた魔法世界にはユメノツボミという、魔法少女を覚醒させる不思議な力があった。しかしとある事故によって、ユメノツボミは現実世界に散らばってしまった。普通の人間にはユメノツボミは見えないが、何故か彰には見えるため、くるみは彰に協力をお願いする。
しかし既に現実世界でも魔法少女が誕生し始めており、妹の胡桃までもが魔法少女に覚醒してしまう。魔法少女たちを元に戻すためには、彼女たちの夢を叶えてユメノツボミを咲かせることが必須である。彰は少女たちの夢を叶えるために奔走する。

## 登場人物

### メインキャラクター
七森 彰（ななもり あきら）
本作の主人公。妹の胡桃と暮らしていたところ、魔法世界からみるくがやって来て、彼女とも暮らすことになった。
姫乃実 みるく（ひめのみ みるく）
声 - 夏野こおり
誕生日 - 3月20日
身長 - 159cm / 体重 - 45kg / スリーサイズ - B80(C)/W57/H83
魔法世界からやって来た妹。ユメノツボミを回収する使命を持つ。胡桃と区別するため、みるくという名前を用いている。実はユメノツボミ回収は表向きの理由であり、魔法世界で兄妹喧嘩をしたために、現実世界に家出をして来たのだった。快活な性格で、積極的に彰に甘える。
公式サイトで行われた人気投票で、見事一位に輝いた。一位になった特典として、「姫乃実みるくB2タペストリー」が製作された。
七森 胡桃（ななもり くるみ）
声 - 雪村とあ
誕生日 - 3月20日
身長 - 157cm / 体重 - 42kg / スリーサイズ - B77(B)/W55/H81
彰の妹。素直で恥ずかしがり屋な性格をしている。彰に対して甘く、彼の言うことなら何でも了承してしまう。ユメノツボミによって魔法少女に覚醒した。
夏目 咲久耶（なつめ さくや）
声 - 松田理沙
誕生日 - 6月21日
身長 - 163cm / 体重 - 46kg / スリーサイズ - B86(D)/W60/H85
彰と胡桃の幼なじみ。美人なため、学園で人気がある。落ち着いた性格で別け隔てなく人と接するが、実は人見知り気質である。ユメノツボミによって魔法少女に覚醒した。
星崎 芽唯（ほしざき めい）
声 - 上原あおい
誕生日 - 12月21日
身長 - 148cm / 体重 - 36kg / スリーサイズ - B70(AA)/W52/H74
飛び級で学園に編入した少女。物静かな性格で、表情からは何を考えているかが読み取れない。魔法少女に覚醒した後は、持ち前の頭脳から様々な魔法を習得する。

### サブキャラクター
マスコットのクララさん
声 - 木村あやか
誕生日 - 2月4日
身長 - 167cm / 体重 - 53kg / スリーサイズ - B90(E)/W62/H87
魔法少女を補佐するマスコットキャラ。魔法世界ではみくるを補佐していた。現実世界に来たみくるを追いかけて、彰の元にやってきた。マスコットキャラを名乗っているが、本当は20代のOLである。
春菜 朋実（はるな ともみ）
声 - 新坂菜々実
誕生日 - 5月5日
身長 - 154cm / 体重 - 45kg / スリーサイズ - B82(C)/W58/H82
胡桃のクラスメイトかつ親友。彰を密かに慕っている。胡桃が魔法少女になった後でも、動揺したりせずに胡桃を見守ってくれる。

## 楽曲
- オープニング曲『ミラクルinfinity』[8]

作詞 - 天ヶ咲麗 / 作編曲 - iyuna / 歌 - solfa feat. 茶太
- エンディング曲『ふたりの景色』

作詞 - 天ヶ咲麗 / 作編曲 - 伊吹ユキヒロ / 歌 - nao
- 姫乃実みるくイメージソング 『ユメノツボミ』[9]

作詞 - 天ヶ咲麗 / 作編曲 - 橋咲透 / 歌 - solfa feat. 茶太
- 七森胡桃イメージソング 『sweet world』[9]

作詞 - 天ヶ咲麗 / 作編曲 - 橋咲透 / 歌 - solfa feat. yuiko
- 夏目咲久耶イメージソング 『重ねあうキモチ』[9]

作詞 - 天ヶ咲麗 / 作編曲 - 伊吹ユキヒロ / 歌 - solfa feat. 小春めう
- 星崎芽唯イメージソング 『twinkle shining smile』[9]

作詞 - 天ヶ咲麗 / 作編曲 - iyuna / 歌 - solfa feat. 霜月はるか

## 関連商品
- ゆめこい 〜夢見る魔法少女と恋の呪文〜 キャラクターソングアルバム[9]

本作の主題歌やイメージソングを封入したアルバム。2013年5月31日発売。2,500円（税抜）。